# Pimpla cyanator
Pimpla cyanator är en stekelart som beskrevs av Morley 1914. Pimpla cyanator ingår i släktet Pimpla och familjen brokparasitsteklar. Inga underarter finns listade i Catalogue of Life.